# Vilhelm Unge

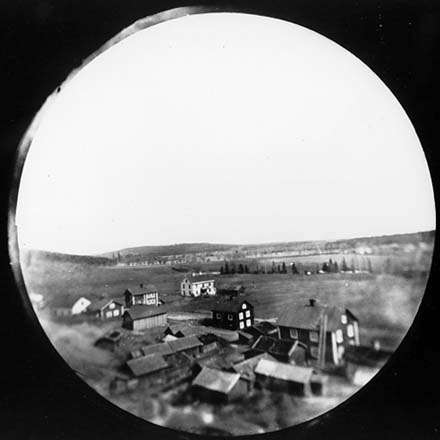
Flygfotografi över Karlskoga, som möjligen är taget från en av Wilhelm Unges raketer uppskickad kamera av Alfred Nobels ingenjörer. Fotografiet är taget omkring april 1897.

Vilhelm Theodor Unge, född den 31 maj 1845 i Stockholm, död där den 16 januari 1915, var en svensk militär och uppfinnare. 
Unge, som var son till fabrikören och hovsnörmakaren Emanuel Unge och Vilhelmina Fröqvist, blev färdigutbildad militär ingenjör 1866 och tjänstgjorde därefter i bland annat Upplands regemente. Han slutade som överstelöjtnant 1907 och blev riddare av Svärdsorden 1890. 
Han uppfann en telemeter 1867, en lufttorped på 1890-talet samt olika förbättringar av artilleri. Han arbetade från 1892 till dennes död tillsammans med Alfred Nobel för att förbättra räckvidden och tillförlitligheten av William Hales raketer genom att använda förbättrade fasta drivmedel och en metod att avfyra dem med en slags kanon. De kunde så småningom flyga uppemot nio kilometer med hygglig precision. Raketerna hade, förutom militär användning, värde för sjöräddning genom att kunna skjuta över en lina till nödställda fartyg. 
Efter Alfred Nobels död 1896 fick Unge egna patent för förbättrade raketer. Han sålde patenten till sin lufttorped 1908 till Friedrich Krupp efter att ha misslyckats att få den svenska regeringen att finansiera utvecklingsarbetet. 
Han var gift med Selma Eleonora (Ellen) Lundström och far till överingenjören Nils Unge. Vilhelm Unge är begravd i familjegrav på Norra begravningsplatsen utanför Stockholm.